# Dicranomyia (Dicranomyia) pammelas
Dicranomyia (Dicranomyia) pammelas is een tweevleugelige uit de familie steltmuggen (Limoniidae). De soort komt voor in het Palearctisch gebied.